# Pommern (Mosel)
Pommern település Németországban, Rajna-vidék-Pfalz tartományban. Lakosainak száma 415 fő (2023. december 31.).

## Népesség
A település népességének változása:
| Lakosok száma | 629  | 434  | 419  | 396  | 398  | 410  | 415  |
|               | 1975 | 2014 | 2017 | 2019 | 2021 | 2022 | 2023 |